# Irlande gaélique
Ve siècle – 1603
Entités suivantes :
- Royaume de Dublin (853)
- Seigneurie d'Irlande

L'Irlande gaélique (en irlandais : Éire Ghaelach) était l'ordre politique et social gaélique et la culture associée, qui existait en Irlande depuis l'époque préhistorique jusqu'au début du XVIIe siècle.

## Histoire
Avant l'invasion normande de 1169, l'Irlande gaélique comprenait toute l'île. Par la suite, il comprenait les parties du pays n'étant pas sous domination étrangère. Pendant la majeure partie de son histoire, l'Irlande gaélique était constituée d'une mosaïque de territoires, régie par une hiérarchie de rois ou de chefs, élus par le système de la Tanistrie. Les guerres entre ces territoires étaient fréquentes. Parfois, un chef puissant était reconnu comme le Haut-Roi d'Irlande. La société était composée de clans et, comme le reste de l'Europe, était structurée hiérarchiquement en classes. Tout au long de cette période, l'économie était principalement pastorale et l'argent n'était généralement pas utilisé. Un style gaélique irlandais de la robe, de la musique, de la danse, du sport, de l'architecture et de l'art peut être identifié, l'art irlandais fusionnant ensuite avec les styles anglo-saxons pour créer l'art insulaire.